# しみけんの脳ミソつるつる野郎
しみけんの脳ミソつるつる野郎（しみけんののうみそつるつるやろう）は2015年4月4日から8月1日までテレビ埼玉で放送されたバラエティ番組である。MCはしみけん、宮地健典（ニブンノゴ!）、中村愛。略称「脳つる」。

## 出演者

### MC・レギュラー
- しみけん (AV男優)
- ニブンノゴ!宮地謙典
- 中村愛

### 準レギュラー
- 臼井企画
- W篠原
  - 地球少年（篠原祐太）
  - 篠原かをり

## 放送リスト
1. うんこ味のカレーを作ろう! 前編（2015年4月4日）
2. うんこ味のカレーを作ろう! 後編（4月11日）
3. 男のちくびナンパ 前編（4月18日）
4. 男のちくびナンパ 後編（4月25日）
5. 脳つる公開収録!! OPENING PARTY 〜前編〜（5月2日）
6. 脳つる公開収録!! OPENING PARTY 〜後編〜（5月9日）
7. 第1回 グラビアアイドル セクシーゲーム大会（5月16日）
8. 地球の抱き方 ～前編～（5月23日）
9. 地球の抱き方 ～抱き方レクチャー編～（5月30日)
10. 地球の抱き方 ～地球とSEX編～（6月6日）
11. 第2回 グラビアアイドル セクシーゲーム大会（6月13日）
12. 地球少年のウソ・ホント（6月20日）
13. 官能表現を学ぼう!～前編～（6月27日）
14. 官能表現を学ぼう!～後編～（7月4日）
15. Ｗ篠原の絶対に伝わらない虫トーク vol.1（7月11日）
16. Ｗ篠原の絶対に伝わらない虫トーク vol.2（7月18日）
17. おっぱいポーカー（7月25日）
18. 最終話 脳つる総集編（8月1日）

## コーナー
- 今週の臼井企画
- ぶら下がりコマーシャル

## オープニングテーマ
- 今世紀最大限のラブソング（Dear Loving）